# Antonio di Vincenzo
Antonio di Vincenzo (Bologna, 1350 – 1401/1402) è stato un architetto italiano.

## Biografia
Non si sa molto sulle origini di questo importante architetto dell'ultima stagione gotica bolognese, quella che diede vita alla basilica di San Petronio. Il patronimico "di Vincenzo" fa pensare che l'artista fosse originario di Bologna o dell'immediato circondario  (infatti, se fosse venuto da altri comuni italiani ne avrebbe preso il nome), e il padre si suppone fosse conosciuto a Bologna come artista dello stesso calibro, donde il patronimico, per quanto di lui non ci sono giunte notizie. Per quanto concerne la sua formazione, da una cronaca (oggi smarrita) rintracciata dallo storico Giuseppe Guidicini, si apprende che fu discepolo ed aiuto dell'architetto della Certosa di Pavia.
Le sue opere note sono tutte a Bologna, quindi probabilmente visse e operò lì, nella stagione di massima fioritura del gotico in Emilia. Per l'erezione della basilica di San Petronio effettuò vari viaggi tra cui Pavia, Venezia, Firenze ma soprattutto a Milano nel cantiere del Duomo (come si può vedere dallo schizzo conservato nel museo della Fabbriceria di San Petronio), dove poté studiare le proporzioni della sezione trasversale e degli alzati (soprattutto della facciata), dettate dal matematico piacentino Gabriele Stornaloco. 
Nel 1384 a Bologna realizzò la loggia della Mercanzia, nella quale il Gotico più tipico bolognese dà al mattone e alle terrecotte delle cornici una dignità particolare, e l'edicola corona la coppia di archi conferendo equilibrio al sistema. Un angolo della loggia crollò per la deflagrazione di una bomba inesplosa fatta sconsideratamente brillare in loco dopo i bombardamenti del 1943, per essere ricomposta fedelmente dopo la seconda guerra mondiale. Essa forma uno dei più tipici scorci di Bologna insieme ai portici in legno del XIII secolo di Casa Seracchioli, a pochi passi dalle due maggiori torri cittadine.
Nel 1387, su volere del Comune di Bologna, progettò la Rocca di Pieve di Cento. 
Iniziò nel 1390 la costruzione della basilica di San Petronio a Bologna, che seguì per 10 anni, alla quale diede l'impostazione che fonde l'ampia spazialità fiorentina con la maestosità del gotico internazionale. L'altezza delle volte non fa rinunciare alla ampiezza delle campate, "ad quadratum" (cioè di base quadrata), a differenza dei modelli d'oltralpe, in cui le campate delle volte hanno proporzioni rettangolari e schiacciate tra foreste di colonne e pilastri. In questo modo San Petronio a Bologna e Santa Maria del Fiore a Firenze danno una inconfondibile impronta "Italiana" al Gotico, importato dagli architetti francesi e tedeschi, tanto da far nascere la questione se esista un "vero gotico" in Italia, a differenza del travagliato cantiere del Duomo di Milano, con un gotico di più difficile traduzione. 
Il campanile della chiesa di San Francesco, realizzato dal Di Vincenzo sempre a Bologna, (1397), è snello e decorato a cornici e lesene di laterizio, in uno stile nordico-lombardo, che rimanda allo stile della chiesa, la cui facciata si avvicina ai modelli d'oltrepò (San Pietro in ciel d'oro a Pavia).